# Sepioloidea pacifica
Sepioloidea pacifica är en bläckfiskart som först beskrevs av Kirk 1882.  Sepioloidea pacifica ingår i släktet Sepioloidea och familjen Sepiadariidae. IUCN kategoriserar arten globalt som otillräckligt studerad. Inga underarter finns listade i Catalogue of Life.